# Михайленко Микола Миколайович
Мико́ла Микола́йович Михайле́нко (нар. 22 травня 2001, Варва, Чернігівська область, Україна) — український футболіст, півзахисник клубу «Динамо» (Київ) і збірної України.

## Клубна кар'єра
Микола родом із селища Варва Чернігівської області. Розпочинав займатись футболом у ДЮФШ «Європа» (Прилуки).
2013 року приїхав до Києва, де спочатку тренувався у ДЮСШ «Переможець», а наступного року опинився в академії київського «Динамо», виступав за команду в першості ДЮФЛУ. З 2018 року грав за юнацьку команду. Певний час був капітаном команди «Динамо» U-19, у складі якої завойовував юнацьке чемпіонство України та виступав у Юнацькій лізі УЄФА. З 2020 року грав у молодіжній команді. У дебютному матчі в молодіжному чемпіонаті України, який відбувся 20 серпня 2020 року, відзначився голом у ворота «Олімпіка» (9:0).
Перед сезоном 2021/22 на правах оренди перейшов до одеського «Чорноморця». 25 липня 2021 року дебютував в українській Прем'єр-лізі в матчі проти «Десни». 16 серпня 2021 року в матчі 4-го туру чемпіонату України «Маріуполь» — «Чорноморець» забив свій перший гол в УПЛ. Згодом також на правах оренди грав за луганську «Зорю» та «Олександрію». Загалом за три сезони Михайленко у цих клубах провів в УПЛ 34 матчі, в яких забив 4 м'ячі.
Влітку 2024 року повернувся до «Динамо», за яке дебютував 17 серпня у матчі чемпіонату проти «Карпат» (3:1).

## Виступи за збірні
У листопаді 2018 року провів два товариські матчі за юнацьку збірну України U-18 проти однолітків з Данії (2:1, 1:0), забивши у цих матчах по голу.
17 листопада 2020 року дебютував за молодіжну збірну України у грі відбору на молодіжне Євро-2021 проти Північної Ірландії (3:0), замінивши на 90 хвилині Єгора Ярмолюка.
У 2024 році виступав за олімпійську збірну України, з якою виграв Турнір Моріса Ревелло, забивши гол у матчі групового етапу проти Індонезії (3:0). Згодом брав участь у Олімпіаді в Парижі. На турнірі зіграв у всіх трьох іграх, але українці не змогли вийти з групи.

## Статистика

### Матчі за збірну
Станом на 10 червня 2025 року
| Дата       | Місто   | Господарі     | Результат | Гості   | Турнір           | Голи | Примітки |
| ---------- | ------- | ------------- | --------- | ------- | ---------------- | ---- | -------- |
| 07-06-2025 | Торонто | Канада        | 4 – 2     | Україна | товариський матч | -    | 66'      |
| 10-06-2025 | Торонто | Нова Зеландія | 1 – 2     | Україна | товариський матч | -    | 74'      |
| Усього     |         | Матчів        | 2         |         | Голів            | 0    |          |

## Досягнення
«Динамо»:
 Чемпіон України: 2024/25